# U-4号潜艇 (1935年)
U-4号（德語：U 4）是纳粹德国战争海军建造的六艘II-A型近岸潜艇（或称U艇）之一，由基尔的德意志船厂承建，于1935年7月31日下水，至同年8月17日交付使用。该艇是战争海军服役时间最长的潜艇之一，因其在运用生涯的大部分时间内都被用作训练艇，但它也参加了第二次世界大战，在四次巡逻作战中共击沉同盟国或中立国的3艘商船和1艘军舰，累计总吨位为6,223吨。1944年8月1日，U-4号在哥滕哈芬退役、拆作备件，1945年又在斯托尔普明德被苏联军队俘虏及凿沉。其残骸于1950年由波兰人打捞上岸，至翌年拆解报废。

## 设计
II级潜艇是从一战中德意志帝国海军的UB级和UF级近岸潜艇发展而来。其外观尺寸小，造价便宜且易于生产，在很短时间内便能造好。这款艇具在设计上吸收了为芬兰海军定制的欧洲水鼬号的优点，是非常出色的训练艇。但由于它们体积较小，在海面上容易剧烈颠簸，因此也被德国人戏称为“独木舟”（Einbaum）。尽管如此，一些II级艇在训练任务与战斗行动中表现相当出色，许多II级艇的衍生型号也相继被建造出来。
U-4号是一款用于近岸水域作战的II-A型单壳体潜艇。其全长40.9米，舷宽4.1米，高8.6米，并有3.83米的吃水深度。水上和水下排水量则分别为254吨和303吨，惟官方提供的标准吨位为250吨。艇只采用两台曼海姆发动机厂（MWM）生产的六缸四冲程350匹公制馬力（260千瓦特）柴油机用于水面运行，以及两台各配备32个AFA蓄电池组的180匹公制馬力（130千瓦特）西门子-舒克特（SSW）电动发电机用于水下航行；水面最高航速13節（24每小時），水下6.9節（12.8每小時）；能够在水面以8節（15每小時）航速续航1,600海里（3,000），或以4節（7.4每小時）连续在水下航行35海里（65）而无需充电。它有两个轴和两副直径为0.85米的螺旋桨，具备在80－150米的深度运行的能力，紧急下潜需时25秒。
武器装备方面，U-4号在艇艏内置有三具管径为533毫米的鱼雷发射管，呈倒三角形布置，其中左舷一具、右舷一具、底部的中线上还有一具；它们合共配备5枚G7型鱼雷，或可携带最多12枚TMA或18枚TMB水雷。此外，该艇还搭载有一门20毫米30式高射炮作为甲板炮。其标准船员编制为3名军官及22名水兵。造价为150万国家马克。

## 历史
1935年2月2日，海军造舰局正式将六艘II-A型潜艇（U-1至U-6号）的建造合同发包予基尔的德意志船厂。其中U-4号的龙骨是自九天后、即2月11日开始铺设，7月31日下水，至同年8月17日在首度担任艇长的海军中尉汉内斯·魏因格特纳的指挥下交付使用，成为德国在签署《英德海军协定》后入列的首批潜艇之一。完成海试后，该艇被编入驻基尔的U艇学校暨训练区舰队担任训练艇直至1939年9月。第二次世界大战爆发后，它分别于1939年9－10月的入侵波兰期间，以及1940年3－4月的威悉演习行动都被用作前线艇。

### 第一、第二次巡逻
U-4号于1939年9月4日夜间8:00在海军中尉哈罗·冯·克罗特-海登费尔特的指挥下离开威廉港，首次前往北海展开防御性巡逻，至9月14日上午9:00返回。在斯卡格拉克海峡西部进行的为期十一天、水面行程553海里（1,024）、水下行程224海里（415）的行动中，没有任何船舶被击沉或击伤。
第二次防御性巡逻则是紧接着于五天后、即9月19日中午12:30从威廉港启程，前往斯卡格拉克周边对中立国船舶实施违禁品管制，至9月29日夜间11:00抵达基尔。在挪威南部海域为期九天、水面行程980.7海里（1,816.3）、水下行程223.1海里（413.2）的行动中，U-4号共拦截和检查了18艘船，并击沉了其中的3艘，容积总吨累计为5,133吨。其中，注册吨位为2,262吨的芬兰货轮马尔蒂·拉格纳号因携带有禁运的硫磺而于9月23日在阿伦达尔以东约15海里（28）处遭潜艇的登船搜查队装药凿沉，其船员则分乘两艘救生艇由U-4号拖至岸边。同一天，搭载有1,622.4吨纤维素的芬兰货轮瓦尔马号又在斯默根西南约10海里（19）遭登船搜查队以相同的理由凿沉，18名船员全数获救。而容积总吨为1,510吨的瑞典货轮耶特鲁德·布拉特号则是于9月24日在斯卡格拉克海峡遭U-4号鸣炮拦截，并检出纤维素货物。德国人此时已经用完了凿沉装药，遂改用鱼雷发动攻击，但前两枚G7a型鱼雷并未命中。第三枚鱼雷在约姆弗吕兰岛东南约12海里（22）处命中并击沉了耶特鲁德·布拉特号，没有造成后者船员任何伤亡。

### 第三、第四次巡逻

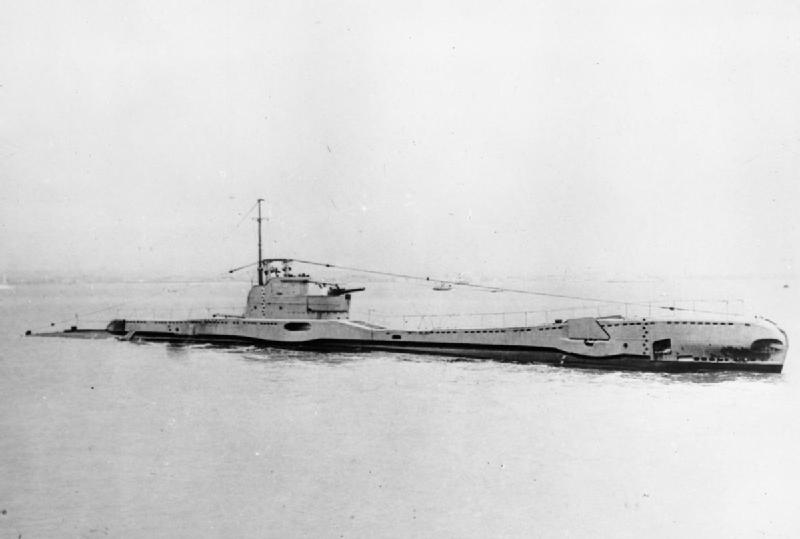
被U-4号击沉的英国潜艇蓟号潜艇

海军中尉汉斯-彼得·欣施指挥了U-4号的后两次巡逻。该艇与U-3号于1940年3月16日上午8:00共同从基尔出发，至第二天下午16:35抵达威廉港进行补给。船员们在那里过夜，于17日上午9:35再与U-3号共同离开。此行的任务是奉命在挪威南部海域搜寻敌方潜艇，但在历时14天，足迹遍及北海、斯卡格拉克海峡和里讷斯讷斯，水面行程970海里（1,800）、水下行程126海里（233）的行动中，U-4号一无所获。3月26日，它收到来自U-21号潜艇的求救信号，后者在挪威奥德峡湾入口处的奥德克努彭岛附近搁浅，无法自行脱困。然而，U-4号忽略了信号，因为有其它潜艇更为接近。它最终于3月29日夜间11:25回到威廉港。
在第四次巡逻中，U-4号与U-1号共同组成第四潜艇集群（驻斯塔万格）参与德国入侵丹麦和挪威的威悉演习行动，并于1940年4月4日中午12:00离开威廉港，至4月14日上午10:25返回，行程约900海里（1,700）。正是通过这次行动，U-4号击沉了水面排水量为1,090吨的英国皇家海军潜艇蓟号。后者先是于4月9日下午5:05在斯塔万格西南部海域向U-4号连续发射了四枚鱼雷，但均告射失。德国人观察到其中一枚从前方十米处掠过，遂实施紧急下潜规避进一步的攻击。数小时后，他们设法对水面上的英国潜艇发动突袭，并于4月10日凌晨2:13射出两枚鱼雷。其中一枚鱼雷偏出，但另一枚则击中并致使蓟号在斯屈德内斯附近沉没，艇内53名官兵全数阵亡。

### 后续运用
占领挪威后，越来越明显的是，U-4号及其姊妹艇愈发显得无力对抗或超越敌方舰艇，也不具备足够的续航里程和耐力来对同盟国的航运施加重大影响。为此，它们只能重新回到训练区舰队（自1940年7月1日起更名为第21潜艇区舰队，改驻皮劳），并作为训练艇在波罗的海服役至1944年。尽管它的一些姊妹艇后来参与了针对苏联的行动，但U-4号则没有参加，而是于1944年8月1日在哥滕哈芬退役并拆作备件。它于1945年初被拖到斯托尔普明德，至同年3月9日遭苏联红军俘获。8月28日，在接受三方海军委员会的检查后，俄国人于1945年底将U-4号凿沉在斯托尔普明德。潜艇残骸由波兰港务当局于1950年打捞上岸，并于1951年拆解报废。

## 袭击历史摘要
| 日期          | 船名              | 船籍         | 吨位  | 结局 |
| ------------- | ----------------- | ------------ | ----- | ---- |
| 1939年9月23日 | 马尔蒂·拉格纳号   | 芬兰         | 2,262 | 击沉 |
| 1939年9月23日 | 瓦尔马号          | 芬兰         | 1,361 | 击沉 |
| 1939年9月24日 | 耶特鲁德·布拉特号 | 瑞典         | 1,510 | 击沉 |
| 1940年4月10日 | 蓟号              | 英國皇家海軍 | 1,090 | 击沉 |

## 脚注
1. ↑  Rössler，第99頁.
2. ↑  Busch & Röll 1999，第283頁.
3. 1 2  威廉生，第6頁.
4. 1 2  Gröner 1991，第39–40頁.
5. 1 2  Helgason, Guðmundur. . German U-boats of WWII - uboat.net.   [2023-08-18]. （原始内容存档于2022-12-06）.
6. ↑  Helgason, Guðmundur. . German U-boats of WWII - uboat.net.   [2023-08-18]. （原始内容存档于2021-12-08）.
7. ↑  Helgason, Guðmundur. . German U-boats of WWII - uboat.net.   [2023-08-18]. （原始内容存档于2021-12-08）.
8. ↑  Helgason, Guðmundur. . German U-boats of WWII - uboat.net.   [2023-08-18]. （原始内容存档于2023-03-28）.
9. ↑  Helgason, Guðmundur. . German U-boats of WWII - uboat.net.   [2023-08-18]. （原始内容存档于2023-01-30）.
10. ↑  Helgason, Guðmundur. . German U-boats of WWII - uboat.net.   [2023-08-18]. （原始内容存档于2023-04-01）.
11. ↑  Helgason, Guðmundur. . German U-boats of WWII - uboat.net.   [2023-08-18]. （原始内容存档于2021-12-08）.
12. ↑  Helgason, Guðmundur. . German U-boats of WWII - uboat.net.   [2023-08-18]. （原始内容存档于2021-12-08）.
13. ↑  Jones，第40頁.
14. ↑  Helgason, Guðmundur. . German U-boats of WWII - uboat.net.   [2023-08-18]. （原始内容存档于2021-02-25）.
15. ↑  Helgason, Guðmundur. . German U-boats of WWII - uboat.net.   [2023-08-18]. （原始内容存档于2022-05-19）.